# Martin Hinton
Martin Alister Campbell Hinton (29 juin 1883 - 3 octobre 1961) est un zoologiste britannique.

## Carrière
Hinton rejoint le Musée d'histoire naturelle de Londres en 1910, travaillant sur les mammifères, en particulier les rongeurs. Il devient sous-conservateur de zoologie en 1927 et conservateur en 1936, prenant sa retraite en 1945.
Hinton fait partie des personnes associées au canular de l'homme de Piltdown, un composite d'un crâne humain modifié et d'une mâchoire de singe planté, puis "découvert", lors d'une fouille à Piltdown, en Angleterre, et présenté comme un chaînon manquant entre l'homme et le singe. Un coffre appartenant à Hinton laissé en stockage au Musée d'histoire naturelle et trouvé en 1970 contenait des os et des dents d'animaux sculptés et colorés d'une manière similaire aux découvertes de Piltdown, et soulevant des questions sur l'implication de Hinton dans la tromperie,.